# Расийн (Уисконсин)
Расийн (на английски: Racine, в превод от френски „корен“) е град в щата Уисконсин, САЩ и окръжен център на окръг Расийн. Расийн е с население от 81 855 жители (2000), а общата му площ е 48,40 км².

## История
Преди пристигането на европейците районът на Расийн е бил заселен от индианци. Янки от северната част на щата Ню Йорк дошли тук през 1832 г. Преди Гражданската война в САЩ Расийн е имал репутация на град със силен сантимент против робството в САЩ.

## Личности
- Грег Графин (р. 6 ноември 1964), вокал на пънк рок групата „Бед Релиджън“

## Побратимени градове
- Олбор, Дания